# Dopolavoro Aziendale Marzotto 1941-1942
Questa voce raccoglie le informazioni riguardanti il Dopolavoro Aziendale Marzotto nelle competizioni ufficiali della stagione 1941-1942.

## Rosa
| N. |                   | Ruolo | Calciatore        |
| -- | ----------------- | ----- | ----------------- |
|    | Italia (bandiera) | A     | Oreste Balduzzo   |
|    | Italia (bandiera) | D     | D. Bernardi       |
|    | Italia (bandiera) | C     | Edmondo Bonansea  |
|    | Italia (bandiera) | D     | Luciano Bottazzi  |
|    | Italia (bandiera) | C     | G. Buin           |
|    | Italia (bandiera) | P     | Sergio Caneva     |
|    | Italia (bandiera) | P     | Stelvio Carraro   |
|    | Italia (bandiera) | D     | Albino Castellani |
|    | Italia (bandiera) | D     | D. Carpani        |
|    | Italia (bandiera) | A     | V. Cozzarin       |
|    | Italia (bandiera) | P     | Angelo Comar      |
|    | Italia (bandiera) | C     | G. Dal Conte      |
|    | Italia (bandiera) | P     | G. Dalle Mole     |
|    | Italia (bandiera) | D     | E. Desinan        |
|    | Italia (bandiera) | C     | Giuseppe Faggion  |

| N. |                   | Ruolo | Calciatore          |
| -- | ----------------- | ----- | ------------------- |
|    | Italia (bandiera) | D     | Santo Fioraso       |
|    | Italia (bandiera) | A     | Ferdinando Gozzaria |
|    | Italia (bandiera) | C     | S. Lora             |
|    | Italia (bandiera) | C     | Attilio Mestroni    |
|    | Italia (bandiera) | C     | F. Novella          |
|    | Italia (bandiera) | A     | A. Oliviero         |
|    | Italia (bandiera) | D     | Federico Petrucci   |
|    | Italia (bandiera) | A     | Domenico Piovesan   |
|    | Italia (bandiera) | C     | R. Repele           |
|    | Italia (bandiera) | A     | Giacomo Rigoni      |
|    | Italia (bandiera) | A     | Onorio Ruengo       |
|    | Italia (bandiera) | A     | F. Sandrin          |
|    | Italia (bandiera) | A     | Aldo Simoncello     |
|    | Italia (bandiera) | A     | Renzo Tizian        |
|    | Italia (bandiera) | D     | G. Turra            |